# Ludwika Wawrzyńska

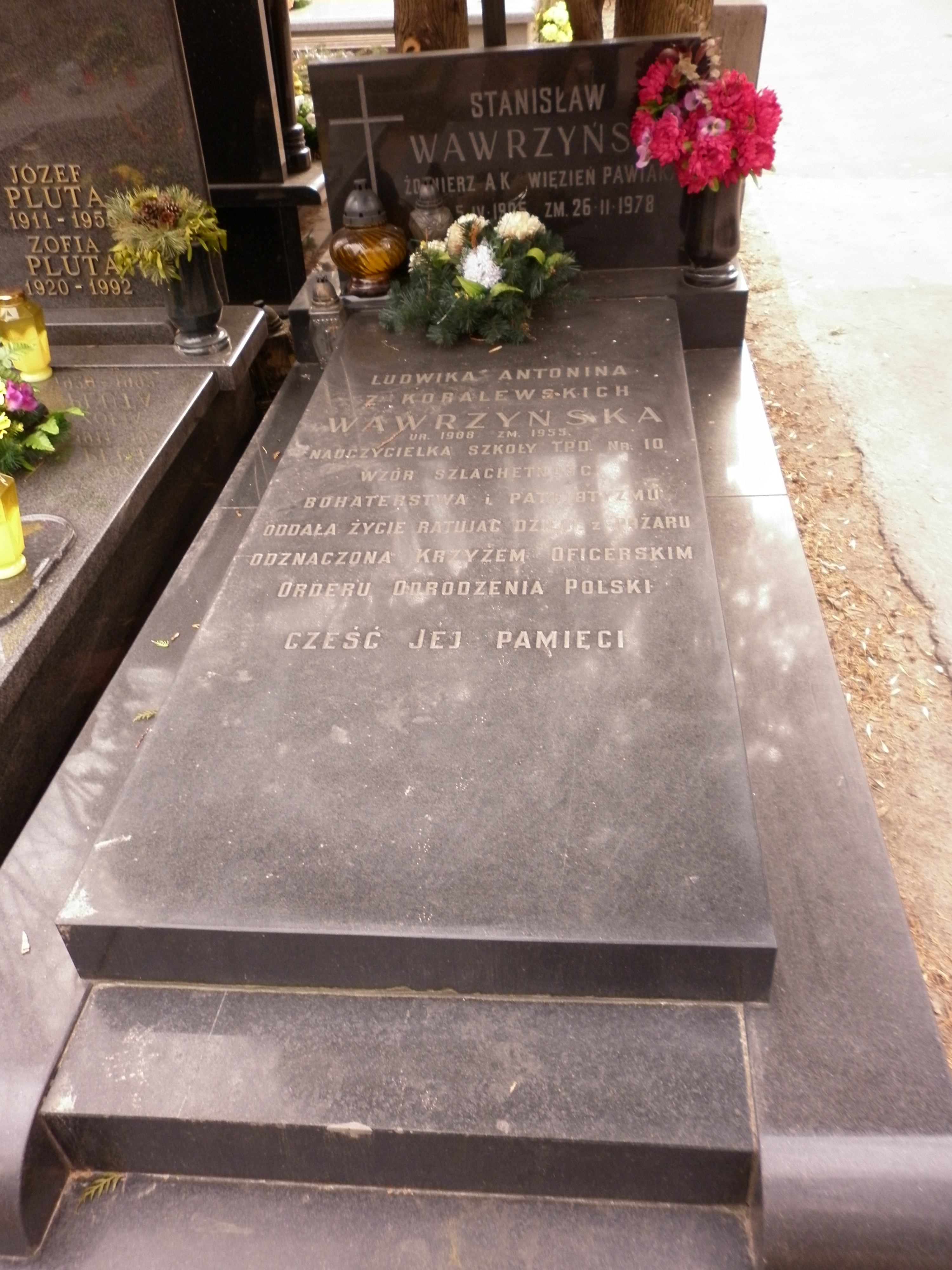
Grób Ludwiki Wawrzyńskiej na Cmentarzu Wojskowym na Powązkach

Ludwika Antonina Wawrzyńska (ur. 22 kwietnia 1908 w Warszawie, zm. 18 lutego 1955 tamże) – polska pedagog, zmarła z powodu poparzeń doznanych podczas ratunku czwórki dzieci z pożaru.

## Życiorys
Urodziła się jako Ludwika Koralewska. Wychowywała się na Kujawach. Maturę uzyskała w Toruniu. Podjęła studia polonistyczne na Uniwersytecie Warszawskim, lecz ze względów ekonomicznych musiała je przerwać. Równocześnie pracowała w składach aptecznych. Zawarła związek małżeński ze Stanisławem Wawrzyńskim (1905–1978), żołnierzem Armii Krajowej, więzionym na Pawiaku. Po wojnie uzupełniała wykształcenie pedagogiczne w liceum pedagogicznym. W czasie II wojny światowej nauczała na tajnych kompletach. 
Od 1947 pracowała jako nauczycielka nauczania początkowego w szkołach podstawowych, w ostatnim roku ze względu na chorobę fałdów głosowych nie mogąc wykonywać swojego zawodu, podjęła pracę w świetlicy szkolnej. Ostatnim miejscem zatrudnienia była szkoła ogólnokształcąca TPD nr 10 w Warszawie przy ul. Młynarskiej nr 2.

## Pożar przy ulicy Włościańskiej
8 lutego 1955 w zamieszkiwanym przez nią baraku hotelowym „Metrobudowy” przy ul. Włościańskiej 52 w Warszawie wybuchł pożar. Szykując się do pracy, usłyszała alarm i wiadomość, że w jednym z mieszkań w płonącym baraku, w pomieszczeniu zamkniętym na kłódkę, znajduje się czworo dzieci. Ludwika Wawrzyńska rozbiła zamknięte drzwi siekierą i wyniosła z pomieszczenia dwoje dzieci: sześciomiesięczną Annę Sowul i jej dwuletniego brata Ryszarda. Następnie wróciła i ocaliła ich trzyletnią siostrę Elżbietę. W trakcie trzeciego wejścia do płonącego pomieszczenia uratowała jeszcze trzyletniego Marka Kaźmierczaka. Po tym powróciła w to miejsce w celu ratowania mienia i w tym momencie zawalił się strop. Matka uratowanych dzieci, nie wiedząc, co zaszło podczas jej nieobecności, rzuciła się w kierunku swego mieszkania i spaliła się żywcem.
W trakcie ratowania dzieci Ludwika Wawrzyńska doznała dotkliwych poparzeń i mimo zastosowania najnowocześniejszych na owe czasy metod leczenia nie zdołano uratować jej życia. Zmarła w szpitalu Instytutu Hematologii przy ul. Chocimskiej 5 w Warszawie.
Została pochowana na Cmentarzu Wojskowym na Powązkach w Warszawie (kwatera C17-5-1). Na jej nagrobku widnieje napis: „Ludwika Antonina z Koralewskich Wawrzyńska ur. 1908 zm. 1955. Nauczycielka Szkoły T.P.D. nr 10. Wzór szlachetności, bohaterstwa i patriotyzmu, oddała życie ratując dzieci z pożaru, odznaczona Krzyżem Oficerskim Orderu Odrodzenia Polski. Cześć Jej pamięci”.

## Uhonorowanie i upamiętnienie
Za swój czyn Ludwika Wawrzyńska została odznaczona Krzyżem Oficerskim Orderu Odrodzenia Polski. Na jej cześć powstały wiersze, m.in. Wisławy Szymborskiej (Minuta ciszy po Ludwice Wawrzyńskiej) i Leopolda Staffa (Uratowała z ognia dzieci czworo).
Jej imię nadano polskim szkołom, m.in.
- Szkole Podstawowej 139 przy ulicy Syreny 5/7 w Warszawie
- Szkole Podstawowej nr 109 przy ulicy Pryncypalnej 74 w Łodzi
- Szkole Podstawowej nr 127 przy ulicy Jaracza 63 w Łodzi
- Szkole Podstawowej w Witoszowie Dolnym[2]
- Szkole Podstawowej w Biskupicach Zabarycznych
- Szkole Podstawowej nr 105 w Krakowie[4]

Jej imieniem nazwano również ulice: na stołecznym Żoliborzu, w Kielcach i w Zabrzu.
Nauczycielkę uwieczniono na dwóch polskich znaczkach pocztowych z 1956.